# 会寧州 (甘粛省)
会寧州（かいねいしゅう）は、中国にかつて存在した州。元末から明初にかけて現在の甘粛省会寧県一帯に設置された。
西魏の末年に宇文泰が現在の甘粛省靖遠県一帯に進軍したさいに設置された会州を前身とする。562年（保定2年）、北周により会州の州治は鳴沙県に移され、その旧治の地には会寧防が設置された。581年（開皇元年）、隋により会寧防は会寧鎮と改められた。
619年（武徳2年）、唐が李軌を平定すると、隋の平涼郡会寧鎮の地に西会州が置かれた。634年（貞観8年）、粟州と改称されたが、同年のうちに会州と改称された。742年（天宝元年）、会州は会寧郡と改称された。758年（乾元元年）、会寧郡は会州の称にもどされた。会州は関内道に属し、会寧・烏蘭の2県を管轄した。晩唐以降は吐蕃・西夏の支配下に入った。
1099年（元符2年）、北宋が会州を占領した。会州は涇原路に属し、敷文県と会寧関・平西寨・新泉寨・安西城・会川城・徳威城・懐戎堡・静勝堡・通泉堡・水泉堡・正川堡を管轄した。1183年（淳熙10年）には再び西夏により占領された。
金は西夏の支配下にある会州の僑州として会川城（現在の甘粛省靖遠県南西部）に会州を設置した。新会州とも称され、一時期に2つの会州が並存した。会州は保川県と平西・通安の2寨と会安関を管轄した。
元初に新会州は放棄され、会州の州治は西寧県に移された。1270年（至元7年）以降は鞏昌都総帥府に属した。1352年（至正12年）、会州は会寧州と改称され、州治は会寧県に設置された。
1377年（洪武10年）、明により会寧州は廃止され、会寧県に降格された。